# Cricetins
Els cricetins (Cricetinae) són una subfamília de rosegadors que conté unes divuit espècies, classificades en sis o set gèneres segons l'esquema. Com que són fàcils de criar en captivitat, sovint són utilitzats com a animals de laboratori i mantinguts com a animals de companyia en els països econòmicament més desenvolupats. Els hàmsters són un animal de companyia familiar popular.

## Classificació
Aquesta subfamília es divideix en 7 gèneres segons les classificacions clàssiques:
- gènere: Allocricetulus (Argyropulo, 1933) - 2 espècies
  - Allocricetulus curtatus (Allen, 1925)
  - Allocricetulus eversmanni (Brandt, 1859)
- gènere: Cansumys (Allen, 1928) - 1 espècie
  - Cansumys canus (Allen, 1928)
- gènere: Cricetulus (Milne-Edwards, 1867) - 7 espècies
  - Cricetulus alticola (Thomas, 1917)
  - Cricetulus barabensis (Pallas, 1773)
  - Cricetulus griseus (Milne-Edwards, 1867)
  - Cricetulus kamensis (Satunin, 1903)
  - Cricetulus longicaudatus (Milne-Edwards, 1867)
  - Cricetulus migratorius (Pallas, 1773)
  - Cricetulus sokolovi ((Orlov & Malygin, 1988)
- gènere Cricetus Leske, 1779 - 1 espècie
  - hàmster comú (hàmster europeu)
- gènere Mesocricetus (Nehring, 1898) - 4 espècies
  - Mesocricetus auratus (Waterhouse, 1839)
  - Mesocricetus brandti (Nehring, 1839)
  - Mesocricetus newtoni (Nehring, 1898)
  - Mesocricetus raddei (Nehring, 1894)
- gènere Phodopus Miller, 1910 - 3 espècies
  - Phodopus campbelli (Thomas, 1905)
  - Phodopus roborovskii (Satunin, 1903)
  - Phodopus sungorus (Pallas, 1773)

- Un hàmster nan de Campbell (Phodopus campbelli).
- Un hàmster hivernal nan (Phodopus sungorus).
- Un hàmster Roborovsk (Phodopus roborovskii).
- Un hàmster xinès (Cricetulus barabensis).